# 오루스트시

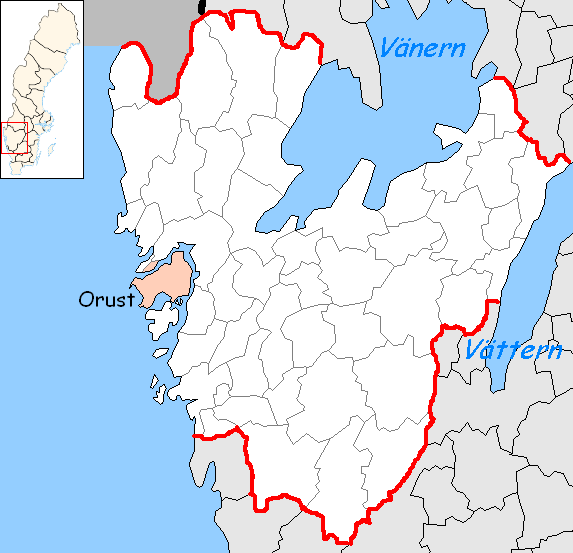
오루스트 시의 위치

오루스트시(스웨덴어: Orusts kommun)는 스웨덴 베스트라예탈란드주에 위치한 지방 자치체로 행정 중심지는 헤논이며 면적은 882.99km2, 인구는 15,093명(2016년 12월 31일 기준), 인구 밀도는 17명/km2이다.

시 문장